# F-07F
ドコモ ケータイ F-07F（ドコモ ケータイ エフ ゼロ なな エフ）は、富士通が開発したNTTドコモの第3世代移動通信システム（FOMA）端末である。ドコモ ケータイの端末である。

## 概要
F-01Eの事実上の後継機種で、ハイスペックスリム防水ケータイとうたっており、高精細・高性能カメラや800MHzの高性能CPUやWi-Fi機能など求められる機能を全て搭載した、いわゆる全部入りのフィーチャーフォンである。
電池容量が820mAhから1000mAhに増大している。F-01Eと比較して容量が約20％増量し、連続待受時間が約70時間長くなった。
フィーチャーフォンユーザーの買い替え頻度が長期化していることを受け、傷に強い構造である。本体表面は硬化コーティングを施した高硬度なハードパネルを採用し、背面はウルトラタフガードplus塗装を施し、傷つきにくさに加え指痕も付きにくくなっている。
Wi-FiはクライアントモードとしてIEEE802.11nにも対応しており、高速なインターネット接続が可能であるとともに、アクセスポイントモードにも対応しているため、テザリング機能が利用できる。
セキュリティーに関して富士通製機種の特徴である指紋認証は搭載されていないが、micro SDカードの暗号化や指定した人物・グループに関する情報をまとめて非表示にできるプライバシーモードが搭載されている。

## その他機能
| 主な対応サービス                   | 主な対応サービス                                                    | 主な対応サービス                       | 主な対応サービス                                 |
| ---------------------------------- | ------------------------------------------------------------------- | -------------------------------------- | ------------------------------------------------ |
| タッチパネル                       | FOMAハイスピード7.2Mbps(受信)5.4Mbps(送信)                          | Bluetooth                              | DCMX／おサイフケータイ                           |
| iアプリオンライン／地図アプリ      | 直感ゲーム／メガiアプリ                                             | iウィジェット                          | マチキャラ／iコンシェル                          |
| docomo Palette UI                  | GPS／オートGPS／ケータイお探し                                      | デコメール／デコメ絵文字／デコメアニメ | iチャネル                                        |
| 着もじ                             | テレビ電話／キャラ電                                                | ケータイデータお預かりサービス         | フルブラウザ                                     |
| おまかせロック／バイオ認証         | 外部メモリーへiモードコンテンツ移行／ユーザーデータ一括バックアップ | トルカ                                 | iC通信／iCお引越しサービス                       |
| きせかえツール／ダイレクトメニュー | バーコードリーダ／名刺リーダ                                        | 2in1                                   | エリアメール／ソフトウェアーアップデート自動更新 |
| GSM／3Gローミング（WORLD WING）    | 着うたフル／うた・ホーダイ                                          | Music&Videoチャネル／ビデオクリップ    | デジタルオーディオプレーヤー(AAC)(WMA)           |

## プリインストールアプリ
- 楽オクアプリ
- iD設定アプリ
- DCMXクレジットアプリ
- Gガイド番組表リモコン
- 地図アプリ
- モバイルSuica登録用iアプリ
- マクドナルドトクするアプリ
- Mobage
- おサイフケータイWebプラグイン
- Twitter
- 電子マネー「nanaco」
- ドコモ料金案内
- ANAモバイルAMCアプリ
- ゴールドポイントカード
- ビックポイント機能付きケータイ
- ヘルスチェッカー
- i Bodymo

## 歴史
- 2014年5月14日 - NTTドコモより発表。事前予約開始。
- 2014年5月23日 - 発売開始[2]。

## 不具合・アップデート
2014年10月31日に以下の不具合の修正がソフトウェアアップデートによって行われた。
- 携帯電話（本体）がまれに再起動する場合がある。

※また本件に関してアップデートはされず、2015年時点でドコモのお客様相談室に緊急通報時に困る不具合として情報提供をしているが、緊急通報の110番や119番通報など位置情報が必要になる緊急通報をした際に事前に位置情報通知音を鳴らない様に設定していても、通報者が自主的に緊急通報番号の先頭に184番(非通知)を付けて通報しない限り、強制的に位置情報通知音がしばらくの間鳴り続け、ボタン操作により停止しないと通話の音声を遮り一刻を争う緊急通報時に妨げになる危険な不具合が長い事、改善されず放置されている状況である。